# Franjo Dugan
Franjo Dugan (ur. 11 września 1874 w Krapinicy, zm. 12 grudnia 1948 w Zagrzebiu) – chorwacki kompozytor i organista.

## Życiorys
Studiował w Hochschule für Musik w Berlinie u Roberta Kahna i Maxa Brucha. Odbył także studia w zakresie matematyki i fizyki w Zagrzebiu. W latach 1912–1948 był organistą katedry w Zagrzebiu. Od 1922 do 1941 roku wykładał także kompozycję, kontrapunkt i grę na organach w konserwatorium zagrzebskim.
Skomponował m.in. Andante na orkiestrę, 2 kwartety smyczkowe, Sonatę na skrzypce i fortepian, liczne utwory organowe. Opublikował liczne podręczniki muzyczne, m.in. Elementarna teorija muzike (1922), Nauka o muzičkim formama (1932), Nauka o instrumentima (1936).